# Nick Rodriguez
Nicholas Pete Rodriguez (Pensilvânia, 30 de agosto de 1996) é um grappler de submission e jiu-jitsu brasileiro (BJJ) faixa-preta profissional norte-americano, conhecido popularmente como Nicky Rod. Ex-lutador amador de wrestling, Rodriguez venceu, em 2018, o ADCC West Coast Trials, qualificando-se para o Campeonato Mundial de Submission da ADCC de 2019, onde conquistou a medalha de prata, ainda como faixa-azul de BJJ. Voltou a conquistar a prata no Mundial da ADCC de 2022.

## Primeiros anos e educação
Nicholas Pete Rodriguez nasceu em 30 de agosto de 1996, na cidade de Filadélfia, Pensilvânia. Foi criado em Clayton, Nova Jérsei e estudou na Clayton High School. Rodriguez começou a praticar wrestling escolar no sexto ano.

## Carreira amadora no wrestling

### Ensino médio
Rodriguez competiu em wrestling durante o ensino médio e se classificou para o campeonato da New Jersey State Interscholastic Athletic Association [en] (NJSIAA) em seu último ano, mas não chegou a se classificar entre os primeiros colocados.

### Carreira universitária
Após concluir o ensino médio, Rodriguez ingressou no Ferrum College, que possui um programa de wrestling na Divisão III da NCAA. Entre sua última luta como lutador do ensino médio e sua primeira luta como lutador universitário, ele ganhou 22,68kg, passando de 77,11kg para 99,79kg. Rodriguez frequentou a faculdade por um ano, período no qual ficou em quarto lugar no campeonato regional leste e registrou um cartel de 23 vitórias e 4 derrotas. Após deixar a faculdade, decidiu seguir carreira como modelo na Wilhelmina Models [en].

### Carreira pós-universitária
Rodriguez retornou ao wrestling em 5 de outubro de 2019, quando enfrentou o integrante da USA Wrestling na equipe mundial daquele ano, Pat Downey, em uma superluta sob as regras do wrestling livre no evento Who's Number One. Ele perdeu a luta por queda técnica.

## Carreira profissional no grappling

### 2018
Em 2018, Rodriguez foi convencido por um amigo a participar de sua primeira aula de jiu-jitsu brasileiro para manter a forma física. Após duas semanas de treino, participou de sua primeira competição de submission grappling e venceu as categorias avançada até 104,32kg e absoluto. Poucos meses depois, mudou-se para a Renzo Gracie Academy, onde treinou com o técnico John Danaher, que posteriormente lhe concedeu a faixa-azul de BJJ.
Após uma tentativa frustrada de se classificar para o ADCC, Rodriguez competiu no Campeonato Mundial Sem Kimono da IBJJF, na divisão faixa-azul. Ele venceu todos os três adversários para conquistar o título.

### 2019
Como faixa-azul, Rodriguez se classificou para o Campeonato Mundial da ADCC de 2019 ao vencer as seletivas norte-americanas. No evento, derrotou três faixas-pretas renomados — Mahamed Aly, Orlando Sanchez e Cyborg Abreu — chegando à final, onde foi derrotado por pontos pelo campeão mundial da IBJJF Kaynan Duarte, conquistando a medalha de prata no torneio. Ele foi promovido à faixa-roxa no pódio do ADCC por seu treinador Jay Regalbuto. Rodriguez passou a ser conhecido pelo apelido de “Black Belt Slayer” (“Matador de Faixas-Pretas”).
Ele enfrentou Duarte novamente em uma revanche no evento Fight 2 Win, sendo derrotado. Rodriguez também participou do Grand Prix da BJJ Fanatics.

### 2020
Após conquistar a medalha de bronze no KASAI Pro 7, Rodriguez estava programado para enfrentar o integrante da equipe mundial dos Estados Unidos em 2019, Pat Downey, no evento Third Coast Grappling IV, em uma luta com regras especiais marcada para 14 de março. No entanto, o evento foi cancelado devido à Pandemia de COVID-19.
Em seguida, competiu no Third Coast Grappling: Kumite IV, em 11 de julho, sendo eliminado na primeira rodada.
Em dezembro de 2020, Rodriguez mudou-se para Porto Rico junto com o restante de sua equipe, a fim de continuar treinando sob a orientação de John Danaher.

### 2021
Rodriguez enfrentou Yuri Simões no coevento principal do Who's Number One, em 26 de março de 2021. Ele venceu a luta por decisão. Em seguida, foi convidado para disputar o grand prix absoluto do Third Coast Grappling 6, em 3 de abril de 2021. Rodriguez derrotou Pedro Marinho por decisão na rodada de abertura, mas perdeu por decisão para Victor Hugo na semifinal.
Em julho, foi anunciado que o Danaher Death Squad se separaria. Rodriguez optou por continuar treinando com Craig Jones, Ethan Crelinsten e Nicky Ryan. Em agosto de 2021, os quatro abriram uma nova academia em Austin, Texas, sob o nome B Team Jiu Jitsu. Pouco depois, Rodriguez recebeu o convite para competir no Mundial da ADCC de 2022.
Em 30 de dezembro de 2021, Rodriguez enfrentou o veterano do UFC Steve Mowry no Fury Pro Grappling 3, finalizando-o com um mata-leão aos 5 minutos e 30 segundos.

### 2022
Rodriguez enfrentou Elder Cruz no Who's Number One: Jones vs Marinho, em 21 de janeiro de 2022, perdendo por decisão dividida. Pouco depois, foi graduado à faixa-marrom no BJJ.
No ADCC 2022, competiu na divisão acima de 99 kg, derrotando Damon Ramos por pontos e finalizando John Hansen com um mata-leão no primeiro dia. No segundo dia, venceu Felipe Pena por pontos na semifinal, mas foi finalizado por Gordon Ryan na final, conquistando a medalha de prata.
Em seguida, foi convidado para disputar o EBI 20: The Absolutes, em 23 de outubro de 2022. Rodriguez venceu o torneio ao derrotar Ezeqiual Zurita, Luke Griffith, Austin Baker e Kyle Boehm em uma única noite.
Em 15 de dezembro de 2022, Rodriguez estava escalado para disputar outro torneio absoluto no UFC Fight Pass Invitational 3. Entretanto, Vinny Magalhães desistiu da luta principal contra Gordon Ryan, e Rodriguez aceitou substituí-lo. Nenhum dos dois conseguiu finalizar no tempo regulamentar, e a luta foi para o tempo extra no formato EBI, com Ryan vencendo por menor tempo de escape.
Após a luta, Ryan acusou Rodriguez de “passar óleo” durante o combate. Rodriguez negou a acusação em um episódio do Mark Bell's Power Project Podcast em fevereiro de 2023.

### 2023
Rodriguez entrou de última hora, com apenas dois dias de aviso, para substituir Gordon Ryan contra Felipe Pena no evento principal do Who's Number One, em 25 de fevereiro de 2023. Ele perdeu a luta por decisão unânime.
Na sequência, foi convidado a disputar um torneio absoluto no UFC Fight Pass Invitational 4, em 29 de junho de 2023. Rodriguez venceu Roberto Jimenez, Vagner Rocha e Dan Manasoiu para conquistar o título.
Em 10 de setembro de 2023, competiu no Quintet 4 como parte da equipe The B-Team Bulls. Rodriguez empatou nas duas lutas que disputou, mas sua equipe venceu o torneio.
No dia 20 de outubro de 2023, ele participou do Sprawl in the Burgh 2, onde enfrentou três adversários em sequência: Jake Lowry, Cody Gamble e Zack Humbertson. Ele venceu todas as três lutas.
Em 10 de dezembro de 2023, Rodriguez enfrentou Yuri Simões no UFC Fight Pass Invitational 5. Ele venceu a luta por pontos.

### 2024
Rodriguez enfrentou Victor Hugo no evento principal do Who's Number One 22, em 9 de fevereiro de 2024. Ele perdeu a luta por decisão.
No dia 3 de março de 2024, enfrentou Roberto Jimenez no coevento principal do UFC Fight Pass Invitational 6 e venceu por pontos.
Em 15 de maio de 2024, enfrentou Mason Fowler no evento principal do UFC Fight Pass Invitational 7 e venceu por pontos.
Inicialmente convidado para disputar a divisão acima de 99 kg do Mundial da ADCC de 2024, em 17 e 18 de agosto de 2024, Rodriguez desistiu da participação para competir na divisão acima de 80 kg do Craig Jones Invitational, nos dias 16 e 17 de agosto de 2024. Ele venceu o torneio finalizando Max Gimenis, Owen Livesey, Adam Bradley e Fellipe Andrew.
Em 10 de outubro de 2024, enfrentou Michael Pixley no evento principal do UFC Fight Pass Invitational 8, vencendo por finalização.

### 2025
Rodriguez enfrentou Victor Hugo no evento principal do UFC Fight Pass Invitational 10, em 6 de março de 2025. Ele perdeu a luta por finalização.
Na sequência, enfrentou Kaynan Duarte no evento principal do Who’s Number One 27, em 18 de abril de 2025. Ele venceu a luta por decisão.

## Carreira no wrestling profissional
Em 24 de abril de 2023, Rodriguez revelou que havia participado de testes para a WWE, uma organização norte-americana de wrestling profissional. Embora inicialmente tenha sido noticiado que ele havia sido aceito, junto com outros atletas que participaram das seletivas, a WWE acabou optando por não assinar com Rodriguez.

## Vida pessoal
O irmão mais novo de Rodriguez, Jacob, conhecido como Jay ou J-Rod, é ex-integrante da equipe B-Team Jiu Jitsu. Antigo bicampeão estadual e regional no wrestling, ele venceu as seletivas da Costa Oeste Norte-Americana do ADCC de 2022 na divisão até 88 kg.

## Títulos e conquistas
Principais conquistas
- Campeão do ADCC US West Coast Trials (2019)
- Campeão do EBI 20: The Absolute (2022)[2]
- Grappling Industries: Wildwood (Absoluto Avançado) (2018)
- Grappling Industries: Wildwood (Avançado até 230 lbs) (2018)
- 2º lugar no Campeonato Mundial da ADCC (2019 / 2022)
- 3º lugar no Kasai 7 HW Grand Prix (2020)
- 3º lugar no ADCC US East Coast Trials (2018)
- 3º lugar no Third Coast Grappling 6 Grand Prix (2021)[26]
- 3º lugar no KASAI Pro 7 (+99 kg) (2020)
- Principais conquistas (faixas coloridas)[2]
- Campeão do Campeonato Mundial Sem Kimono da IBJJF (2018 – faixa-azul)
- Campeão do High Rollerz Open: Pittsburgh (faixa-azul – Absoluto)

## Histórico no grappling
| 42 Matches, 37 Wins (17 Submissions), 7 Losses (1 Submission), 2 Draws |        |                    |                                  |                                                    |          |                   |                    |                        |
| Resultado                                                              | Cartel | Oponente           | Método                           | Evento                                             | Divisão  | Tipo              | Ano                | Local                  |
| 2021 3CG Grand Prix DNP at +99 kg                                      |        |                    |                                  |                                                    |          |                   |                    |                        |
| Derrota                                                                | 37–7–2 | Victor Hugo        | Decisão dos juízes               | 2021 Third Coast Grappling VI Grand Prix           | +99 kg   | Nogi              | April 4, 2021      | Houston, Texas         |
| Vitória                                                                | 37–6–2 | Pedro Marinho      | Decisão dos juízes               | 2021 Third Coast Grappling VI Grand Prix           | +99 kg   | Nogi              | April 4, 2021      | Houston, Texas         |
| Vitória                                                                | 36–6–2 | Yuri Simões        | Decisão dos juízes               | 2021 Who's Number One                              | +99 kg   | Nogi              | March 26, 2021     | Austin, Texas          |
| Derrota                                                                | 35–6–2 | Roberto Jimenez    | Decisão dos juízes               | 2020 Third Coast Grappling: Kumite IV              | +99 kg   | Nogi              | July 11, 2020      | Houston, Texas         |
| 2020 KASAI Pro 7 at +99 kg                                             |        |                    |                                  |                                                    |          |                   |                    |                        |
| Vitória                                                                | 35–5–2 | Kyle Boehm         | Pontos (5–0)                     | 2020 KASAI Pro 7                                   | +99 kg   | Nogi              | February 1, 2020   | Dallas, Texas          |
| Vitória                                                                | 34–5–2 | Bruno Bastos       | Finalização (chave de calcanhar) | 2020 KASAI Pro 7                                   | +99 kg   | Nogi              | February 1, 2020   | Dallas, Texas          |
| Draw                                                                   | 33–5–2 | Cyborg Abreu       | Empate                           | 2020 KASAI Pro 7                                   | +99 kg   | Nogi              | February 1, 2020   | Dallas, Texas          |
| Draw                                                                   | 33–5–1 | Vinny Magalhães    | Empate                           | 2020 KASAI Pro 7                                   | +99 kg   | Nogi              | February 1, 2020   | Dallas, Texas          |
| Derrota                                                                | 33–5   | Victor Hugo        | Decisão dos juízes               | Fight 2 Win 135                                    | +99 kg   | Nogi              | January 18, 2020   | Sacramento, CA         |
| Vitória                                                                | 33–4   | Luke Rockhold      | Decisão dos juízes               | Polaris 12                                         | 104.3 kg | Nogi              | November 30, 2019  | Newport, País de Gales |
| 2019 BJJ Fanatics Grand Prix at +99 kg                                 |        |                    |                                  |                                                    |          |                   |                    |                        |
| Derrota                                                                | 32–4   | Lucas Barbosa      | Tempo extra (tempo de controle)  | 2019 BJJ Fanatics Submission Only Grand Prix       | +99 kg   | Nogi              | November 15, 2019  | Beverly, MA            |
| Vitória                                                                | 32–3   | Victor Silverio    | Tempo extra (mata-leão)          | 2019 BJJ Fanatics Submission Only Grand Prix       | +99 kg   | Nogi              | November 15, 2019  | Beverly, MA            |
| Derrota                                                                | 31–3   | Kaynan Duarte      | Finalização (chave de calcanhar) | Fight 2 Win 128                                    | +99 kg   | Nogi              | October 19, 2019   | Filadélfia, PA         |
| 2019 ADCC World Championship at +99 kg                                 |        |                    |                                  |                                                    |          |                   |                    |                        |
| Derrota                                                                | 31–2   | Kaynan Duarte      | Pontos (0–3)                     | 2019 ADCC Submission Wrestling World Championships | +99 kg   | Nogi              | September 29, 2019 | Anaheim, CA            |
| Vitória                                                                | 31–1   | Cyborg Abreu       | Decisão dos juízes               | 2019 ADCC Submission Wrestling World Championships | +99 kg   | Nogi              | September 29, 2019 | Anaheim, CA            |
| Vitória                                                                | 30–1   | Orlando Sanchez    | Decisão dos juízes               | 2019 ADCC Submission Wrestling World Championships | +99 kg   | Nogi              | September 29, 2019 | Anaheim, CA            |
| Vitória                                                                | 29–1   | Mahamed Aly        | Decisão dos juízes               | 2019 ADCC Submission Wrestling World Championships | +99 kg   | Nogi              | September 29, 2019 | Anaheim, CA            |
| Vitória                                                                | 28–1   | Jason Reyes        | Pontos (15–0)                    | 2019 JitzKing Tampa                                | +99 kg   | Nogi              | July 6, 2019       | Tampa, FL              |
| Vitória                                                                | 27–1   | Quentin Rosenzweig | Finalização (mata-leão)          | Sub Stars: Nicky Rod Challenge                     | Absolute | Nogi              | June 19, 2019      | Miami, FL              |
| Vitória                                                                | 26–1   | Ashley Amos        | Finalização (mata-leão)          | Polaris 10                                         | +105 kg  | Nogi              | May 25, 2019       | Poole, Reino Unido     |
| Vitória                                                                | 25–1   | Walker Madden      | Decisão dos juízes               | Fight 2 Win 108                                    | 240 lbs  | Nogi              | April 12, 2019     | Filadélfia, PA         |
| Vitória                                                                | 24–1   | Tyler King         | Decisão dos juízes               | Fight 2 Win 107                                    | 240 lbs  | Nogi              | April 5, 2019      | Tyngsborough, MA       |
| 2019 High Rollerz Open: Pittsburgh at Absolute                         |        |                    |                                  |                                                    |          |                   |                    |                        |
| Vitória                                                                | 23–1   | Caleb Crump        | Finalização                      | High Rollerz Open: Pittsburgh                      | Absolute | Nogi (faixa-azul) | March 30, 2019     | Cheswick, PA           |
| Vitória                                                                | 22–1   | Jeric Fry          | Finalização                      | High Rollerz Open: Pittsburgh                      | Absolute | Nogi (faixa-azul) | March 30, 2019     | Cheswick, PA           |
| Vitória                                                                | 21–1   | Brandon Moran      | Desclassificação                 | High Rollerz Open: Pittsburgh                      | Absolute | Nogi (faixa-azul) | March 30, 2019     | Cheswick, PA           |
| Vitória                                                                | 20–1   | Joshua Lorton      | Finalização                      | High Rollerz Open: Pittsburgh                      | Absolute | Nogi (faixa-azul) | March 30, 2019     | Cheswick, PA           |
| 2019 ADCC North American Trials at +99 kg                              |        |                    |                                  |                                                    |          |                   |                    |                        |
| Vitória                                                                | 19–1   | John Hansen        | Finalização (mata-leão)          | 2019 ADCC North American Trials                    | +99 kg   | Nogi              | February 9, 2019   | Burbank, CA            |
| Vitória                                                                | 18–1   | Casey Hellenberg   | Pontos (6–0)                     | 2019 ADCC North American Trials                    | +99 kg   | Nogi              | February 9, 2019   | Burbank, CA            |
| Vitória                                                                | 17–1   | James Friedrich    | Finalização                      | 2019 ADCC North American Trials                    | +99 kg   | Nogi              | February 9, 2019   | Burbank, CA            |
| Vitória                                                                | 16–1   | Fernando Iraheta   | Finalização (kimura)             | 2019 ADCC North American Trials                    | +99 kg   | Nogi              | February 9, 2019   | Burbank, CA            |
| Vitória                                                                | 15–1   | Michael Egley      | Pontos (2–0)                     | 2019 ADCC North American Trials                    | +99 kg   | Nogi              | February 9, 2019   | Burbank, CA            |
| 2018 IBJJF World Nogi Championships at +99 kg                          |        |                    |                                  |                                                    |          |                   |                    |                        |
| Vitória                                                                | 14–1   | Jureall Simmons    | Finalização (kimura)             | 2018 World IBJJF Jiu-Jitsu No-Gi Championship      | +97 kg   | Nogi (faixa-azul) | December 14, 2018  | Anaheim, CA            |
| Vitória                                                                | 13–1   | Erick Hastings     | Finalização (chave de braço)     | 2018 World IBJJF Jiu-Jitsu No-Gi Championship      | +97 kg   | Nogi (faixa-azul) | December 14, 2018  | Anaheim, CA            |
| Vitória                                                                | 12–1   | William Matheus    | Finalização (triângulo de braço) | 2018 World IBJJF Jiu-Jitsu No-Gi Championship      | +97 kg   | Nogi (faixa-azul) | December 14, 2018  | Anaheim, CA            |
| 2018 ADCC North American Trials at +99 kg                              |        |                    |                                  |                                                    |          |                   |                    |                        |
| Vitória                                                                | 11–1   | Andrew Tevay       | Pontos (2–0)                     | 2018 ADCC North American Trials                    | +99 kg   | Nogi              | November 3, 2018   | Bayville, NJ           |
| Derrota                                                                | 10–1   | Hudson Taylor      | Pontos (0–5)                     | 2018 ADCC North American Trials                    | +99 kg   | Nogi              | November 3, 2018   | Bayville, NJ           |
| Vitória                                                                | 10–0   | Billy Brown        | Finalização (mata-leão)          | 2018 ADCC North American Trials                    | +99 kg   | Nogi              | November 3, 2018   | Bayville, NJ           |
| Vitória                                                                | 9–0    | Dylan Rankin       | Finalização (kimura)             | 2018 ADCC North American Trials                    | +99 kg   | Nogi              | November 3, 2018   | Bayville, NJ           |
| Vitória                                                                | 8–0    | Dylan Rankin       | Finalização (kimura)             | 2018 RISE Submission Invitational 5                | 215 lbs  | Nogi              | September 29, 2018 | Long Island, NY        |
| 2018 Grappling Industries: Wildwook at +99 kg & Absolute               |        |                    |                                  |                                                    |          |                   |                    |                        |
| Vitória                                                                | 7–0    | Joe Baik           | Pontos (12–0)                    | Grappling Industries: Wildwood                     | Absolute | Nogi              | June 2, 2018       | Wildwood, NJ           |
| Vitória                                                                | 6–0    | Steven Tongur      | Pontos (9–0)                     | Grappling Industries: Wildwood                     | Absolute | Nogi              | June 2, 2018       | Wildwood, NJ           |
| Vitória                                                                | 5–0    | Gal Telem Goudsmit | Finalização                      | Grappling Industries: Wildwood                     | Absolute | Nogi              | June 2, 2018       | Wildwood, NJ           |
| Vitória                                                                | 4–0    | Nick Van Wattingen | Finalização                      | Grappling Industries: Wildwood                     | +99 kg   | Nogi              | June 2, 2018       | Wildwood, NJ           |
| Vitória                                                                | 3–0    | Peter Mattoccia    | Pontos (16–0)                    | Grappling Industries: Wildwood                     | +99 kg   | Nogi              | June 2, 2018       | Wildwood, NJ           |
| Vitória                                                                | 2–0    | Chris Baldino      | Finalização                      | Grappling Industries: Wildwood                     | +99 kg   | Nogi              | June 2, 2018       | Wildwood, NJ           |
| Vitória                                                                | 1–0    | Eric Silverman     | Pontos (2–0)                     | Grappling Industries: Wildwood                     | +99 kg   | Nogi              | June 2, 2018       | Wildwood, NJ           |